# Ignati Julianowitsch Kratschkowski
Ignati Julianowitsch Kratschkowski (russisch Игнатий Юлианович Крачковский; * 4. März 1883 in Wilna; † 24. Januar 1951 in Leningrad) war ein führender sowjetischer Arabist.
Der Vorname wird auch Ignaz oder Ignatius zitiert und im Englischen Ignatii Iulianovich Kratchkovsky, Krachkovsky oder Kratchkovskii.
Kratschkowski studierte Orientalistik an der Universität Sankt Petersburg mit dem Abschluss 1905 und wurde dort 1910 Assistenzprofessor und 1918 Professor.
Von ihm stammen Arbeiten zur Literatur, Sprache, Geschichte und Kultur der Araber vom Mittelalter bis in die Moderne (19. und 20. Jahrhundert) und veröffentlichte Ausgaben und Übersetzungen wichtiger arabischer Texte. Von ihm stammen grundlegende Forschungen über die geographische Literatur der islamischen Welt von den Anfängen bis ins späte 18. Jahrhundert. 1963 veröffentlichte er eine kommentierte Übersetzung des Korans ins Russische. Er befasste sich auch mit Geschichte der Arabistik sowie der Herausgabe arabischer Quellen zu den Verbindungen des Orient zu Russland. Er untersuchte christliche arabische Literatur, Quellen zum antiken Südarabien und die des mittelalterlichen Äthiopien. Seine Einführung in die äthiopische Philologie erschien 1955.
Er war Gründer und erster Direktor der sowjetischen Gesellschaft der Arabisten.
Kratschkowski war seit 1921 Mitglied der Russischen bzw. Sowjetischen Akademie der Wissenschaften. Außerdem war er Mitglied der Akademie der Wissenschaften von Damaskus, der Royal Asiatic Society, der Deutschen Orient-Gesellschaft, der flämischen, polnischen und iranischen Akademien der Wissenschaften.
Für seine Erinnerungen erhielt er 1951 den Stalinpreis. Er erhielt zwei Leninorden.

## Schriften
- Der historische Roman in der neueren arabischen Literatur, Leipzig: Harrassowitz 1930
- Über arabische Handschriften gebeugt, Leipzig: Koehler & Amelang 1949 (Russisch 1949, 4. Auflage 1965)
  - Englische Ausgabe: Among Arabic Manuscripts: Memories of Libraries and Men, Brill Classics in Islam, Band 8, 2016 (Erinnerungen)
- Die russische Arabistik, Leipzig: VEB Harrassowitz 1957
- Arabische geographische Literatur (Russisch), Izbrannye proizvedenija, Band 4, 1957
- Die Frühgeschichte der Erzählung von Macnūn und Lailā in der arabischen Literatur. In: Oriens. Zeitschrift der Internationalen Gesellschaft für Orientforschung. Band 8. Brill, Leiden 1955. S. 1–50. Aus dem Russischen von Hellmut Ritter.

Seine Werke erschienen 1955 bis 1960 in sechs Bänden in Leningrad und Moskau.
1935 gab er das Kitāb al-Badi von Abdallah ibn al-Mu'tazz (861–908, Sohn des Kalifen al-Muʿtazz) heraus, ein frühes Werk arabischer Literaturkritik. 1912 gab er bei Brill das Geschichtswerk Kitāb al-Aḥbār aṭ-Ṭiwāl von Abu Hanifa Dinawari heraus.